# Мур, Гордон
Го́рдон Эрл Му́р (англ. Gordon Earle Moore; 3 января 1929, Сан-Франциско, Калифорния — 24 марта 2023, Гавайи) — американский инженер, деятель в области компьютерных технологий, предприниматель и миллиардер. Соучредитель (в 1968) корпорации Intel, затем её президент и почётный председатель; посвятил ей почти треть века своей жизни. Сформулировал закон Мура.
Член Американского философского общества (2005), Национальной инженерной академии США, почётный член Института инженеров по электротехнике и электронике.
Как отмечается, его новаторская деятельность в области полупроводниковой электроники способствовала появлению Кремниевой долины и ускорила наступление цифровой эпохи.
Президентская медаль Свободы (2002). Национальная медаль США в области технологий и инноваций (1990).

## Биография
Вырос в Пескадеро (Калифорния), в семье заместителя шерифа округа.
Учился в государственном университете Сан-Хосе — на первом и втором курсах; повстречал там свою будущую жену Бетти.
В 1950 году получил степень бакалавра химии в Калифорнийском университете в Беркли и в 1954 году — доктора философии в области химии и физики в Калифорнийском технологическом институте.
С 1953 года работал в Лаборатории прикладной физики в университете Джонса Хопкинса. С 1956 года трудится в Shockley Semiconductor Laboratory в Пало Альто (Калифорния) — под руководством Уильяма Шокли.
В сентябре 1957 года Гордон Мур и ещё семь талантливых инженеров (так назыв. «вероломная восьмёрка») уходят из последней лаборатории из-за разногласий с Шокли — и основывают собственную компанию Fairchild Semiconductor, для работы с кремниевыми транзисторами в Маунтин-Вью (Калифорния). С того же года в той он — начальник инженерного отдела, а с 1959 года становится директором R&D и руководит группой по разработке n-p-n транзистора.
В июле 1968 года Мур вместе с Робертом Нойсом ушли и из предыдущей, совместно они основывают Intel. Первоначально Г. Мур занимает должность её исполнительного вице-президента; в 1975 году назначен президентом и CEO — до апреля 1979 года, когда, оставшись CEO, возглавил совет директоров корпорации. Находился в должности главного исполнительного директора (CEO) Intel до 1987 года, а в 1997 году, с достижением пенсионного возраста, получил звание почётного председателя совета директоров (эмерита). С 2006 года в отставке.
С 1995 по 2001 год возглавлял попечительский совет Калифорнийского технологического института, впоследствии был его пожизненным попечителем. Был членом совета директоров Conservation International.
В 2000 году совместно с супругой учредил фонд Gordon and Betty Moore Foundation, основная деятельность которого направлена на улучшение охраны окружающей среды и поддержку научных исследований во всём мире.
Член Американской академии искусств и наук (1990) и Американской ассоциации содействия развитию науки (2003).
Мур показан в документальном фильме Something Ventured (2011). Его и супруги именами названа библиотека в Центре математических наук в Кембриджском университете.
Закон Мура
19 апреля 1965 года вывел и опубликовал так называемый «закон Мура», согласно которому количество транзисторов в кристалле микропроцессора удваивается каждый год. Спустя десять лет Мур изменил временную составляющую закона и заявил об удвоении количества транзисторов каждые два года. Изначально выведенный как эмпирическое правило, закон Мура со временем стал основополагающим принципом полупроводниковой отрасли, определяющим создание всё более мощных полупроводниковых микросхем со всё более низкой себестоимостью.
Пожертвования
В 2001 году Мур и его жена пожертвовали $600 млн Калифорнийскому технологическому институту — это наибольший подарок в истории из когда-либо сделанных высшему учебному заведению. Гордон Мур пожелал, чтобы подарок использовался для поддержания института на передовой линии исследований и технологий.
6 декабря 2007 года они же пожертвовали тому же институту и Калифорнийскому университету $200 млн на строительство Тридцатиметрового телескопа, самого большого оптического телескопа в мире. Телескоп будет иметь зеркало размером 30 метров. Это почти в три раза больше размера текущего рекордсмена, Большого бинокулярного телескопа.
Скончался 24 марта 2023 года в возрасте 94 лет.

## Награды
В 1990 году награждён Национальной медалью за достижения в области технологий.
В 2002 году награждён Дж. Бушем Президентской медалью Свободы, высшей наградой для гражданских лиц.
В 2003 году получил C&C Prize.
В 2008 году отмечен Медалью Почёта IEEE за «новаторские технические функции в обработке интегральных схем и лидерство в развитии МОП-памяти, микропроцессоров и компьютеров в полупроводниковой промышленности».
- Thomas Jefferson Foundation[англ.] Medal in Global Innovation (2016)[12]

## Состояние
По состоянию на 2008 год (по данным Форбс) состояние Гордона Мура оценивается в $3,7 млрд (288-я позиция в списке самых богатых людей планеты (Форбс 400)).
К марту 2011 года Мур увеличил своё состояние до отметки в $4 млрд и расположился на 268 позиции в абсолютном зачёте всех миллиардеров.
Приращение денежного состояния Гордона Мура по годам:
| год  | состояние ($, млрд.) |
| ---- | -------------------- |
| 2002 | 3,3                  |
| 2003 | 5,0                  |
| 2004 | 3,8                  |
| 2005 | 4,6                  |
| 2006 | 3,4                  |
| 2007 | 4,5                  |
| 2008 | 4,4                  |
| 2009 | 3,7                  |
| 2010 | 3,5                  |
| 2011 | 4,0                  |